# Цимохи (Підляське воєводство)
Цимохи (пол. Cimochy) — село в Польщі, у гміні Нарва Гайнівського повіту Підляського воєводства.
Населення — 20 осіб (2011).
У 1975-1998 роках село належало до Білостоцького воєводства.

## Демографія
Демографічна структура станом на 31 березня 2011 року:
|          | Загалом | Допрацездатний вік | Працездатний вік | Постпрацездатний вік |
| -------- | ------- | ------------------ | ---------------- | -------------------- |
| Чоловіки | 10      | 0                  | 5                | 5                    |
| Жінки    | 10      | 0                  | 2                | 8                    |
| Разом    | 20      | 0                  | 7                | 13                   |